# Сексуальність у Південній Кореї
Сексуальність у Південній Кореї склалася історично відповідно до конфуціанського погляду на шлюб. Невинність цінується, як і в китайському шлюбі. Гомосексуальність у Південній Кореї був суворо заборонений протягом багатьох століть до сучасних часів через конфуціанський, а потім і християнський вплив.

## Статеве виховання
Традиційна відсутність обговорення сексуальності у корейському суспільстві призвела до того, що молоді люди мають мало відповідних знань; 17 % південнокорейських школярів ведуть активне статеве життя.

## ВІЛ/СНІД
Південна Корея має один з найнижчих показників інфікування ВІЛ/СНІДом в Азії на рівні 0,1 %.

## Проституція
Проституція у Південній Кореї формально незаконна, але відповідно до Корейського жіночого інституту розвитку секс-торгівля в Кореї, за оцінками, становила 14 трлн південнокорейських вон ($13 млрд) у 2007 р., приблизно 1,6 % ВВП.

## Права ЛГБТ
Права ЛГБТ у Південній Кореї зросли останнім часом. Чоловічі та жіночі одностатеві добровільні сексуальні стосунки є законними, але Військово-кримінальний кодекс не дозволяє добровільні гомосексуальні зносини між дорослими; конституційність цього закону в даний час розглядається Верховним судом Південної Кореї. Трансгендерним особам дозволяється проводити операцію зі зміни статі після 20 років, інформацію про стать можна змінити в офіційних документах. Харісу — перший транссексуальний артист Південної Кореї, в 2002 р. став другою людиною в Кореї, що юридично змінила гендерність.
Рівень загальної обізнаності про гомосексуальність залишався низьким серед корейських громадян донедавна. Гей-тематичні розваги в засобах масової інформації та впізнавані діячі і знаменитості, такі як Гонг Чон Сік, входять у програму підвищення інформованості громадян. Корейські геї та лесбійки стикаються з труднощами, багато хто воліє не розкривати свою гей-ідентичність сім'ї, друзям або колегам по роботі.